# James Thomson (1834–1882)
James Thomson, pseud. Bysshe Vanolis, B.V. (ur. 23 listopada 1834 w Glasgow, zm. 3 czerwca 1882 w Londynie) - poeta anglo-szkocki.
Był postromantykiem. Zasłynął jako autor utrzymanego w skrajnie pesymistycznej tonacji poematu o nędzy londyńskich zaułków The City of Dreadful Night (1880). Był też autorem dwóch zbiorów poezji oraz szkiców Satires and Profanities (1884).